# Фридрих Рејнхолд Кројцвалд
Фридрих Рејнхолд Кројцвалд (ест. Friedrich Reinhold Kreutzwald; имање Кадрина, 26. децембар 1803 – Тарту, 25. август 1882) био је естонски писац, просветни радник и лекар. Сматра се „оцем” савремене естонске књижевности. Био је један од најзначајнијих представника Естонског националног буђења.
Студирао је медицину на Универзитету у Тартуу, а потом је пуне 44 године радио као лекар у граду Виру. Још као студент упознао се са лекаром и филологом Фридрихом Фелманом чије идеје су имале велики утицај на његов даљи литерарни развој.
Своју књижевну делатност започео је као студент прикупљајући и записивајући естонска народна предања и народне песме. Током 1840-их објавио је опширан рад о староестонској митологији, песмама, предањима и бајкама.
Користећи бројне писмене текстове и усмена предања везана за естонску традицију и митологију Кројцвалд је довршио естонски национални еп Kalevipoeg („Калевов син”), који је за живота започео управо његов узор Фридрих Фелман. Његова друга поема „Лембиту” штампана је три године после његове смрти.